# Funaria renauldii
Funaria renauldii là một loài Rêu trong họ Funariaceae. Loài này được (Thér.) Cardot mô tả khoa học đầu tiên năm 1915.